# Кольонія-Ліпіни
Кольонія-Ліпіни (пол. Kolonia Lipiny) — село в Польщі, у гміні Сомпольно Конінського повіту Великопольського воєводства.
Населення — 194 особи (2011).
У 1975-1998 роках село належало до Конінського воєводства.

## Демографія
Демографічна структура станом на 31 березня 2011 року:
|          | Загалом | Допрацездатний вік | Працездатний вік | Постпрацездатний вік |
| -------- | ------- | ------------------ | ---------------- | -------------------- |
| Чоловіки | 106     | 30                 | 68               | 8                    |
| Жінки    | 88      | 18                 | 53               | 17                   |
| Разом    | 194     | 48                 | 121              | 25                   |